# Volo Uni Air 873
Il volo Uni Air 873 era un volo passeggeri di linea nazionale tra Songshan e Xincheng, Taiwan. Il 24 agosto 1999, un McDonnell Douglas MD-90 operante il volo prese fuoco a seguito di un'esplosione dopo l'atterraggio all'aeroporto di Hualien, causando 27 feriti e una vittima.
Questo è l'unico grave incidente della storia che coinvolge un MD-90.

## L'aereo
Il velivolo coinvolto era un McDonnell Douglas MD-90, marche B-17912, numero di serie 53536, numero di linea 2160. Volò per la prima volta nel 1996 e venne consegnato il 30 novembre dello stesso anno a Uni Air. Era spinto da due motori turboventola International Aero Engines V2500. Al momento dell'incidente, l'aereo aveva poco meno di 3 anni e aveva accumulato 4 929 ore di volo in 7 736 cicli di decollo-atterraggio.

## L'incidente
Il volo Uni Air 873 partì dall'aeroporto di Songshan diretto verso l'aeroporto di Hualien. Trasportava 90 passeggeri e 6 membri dell'equipaggio. Poco dopo un atterraggio particolarmente duro, alle 12:36 ora locale, si udì un'esplosione nella parte anteriore della cabina passeggeri, seguita da fumo e fiamme. Un passeggero venne colpito da frammenti prodotti dall'esplosione. Il pilota frenò immediatamente e avviò un'evacuazione di emergenza. Dopo una richiesta di aiuto alla torre da parte del comandante, i vigili del fuoco dell'aeroporto si precipitarono per estinguere l'incendio, che venne spento alle 13:45 WST.
Tutti i 96 occupanti vennero evacuati, mentre la parte superiore della fusoliera bruciava. Quattordici passeggeri rimasero gravemente feriti e altri quattordici riportarono lievi lesioni a seguito dell'esplosione (la maggior parte per ustioni). Uno di loro perse la vita 47 giorni dopo l'incidente, mentre una passeggera ebbe un aborto spontaneo del suo feto di 26 settimane.

## Le indagini

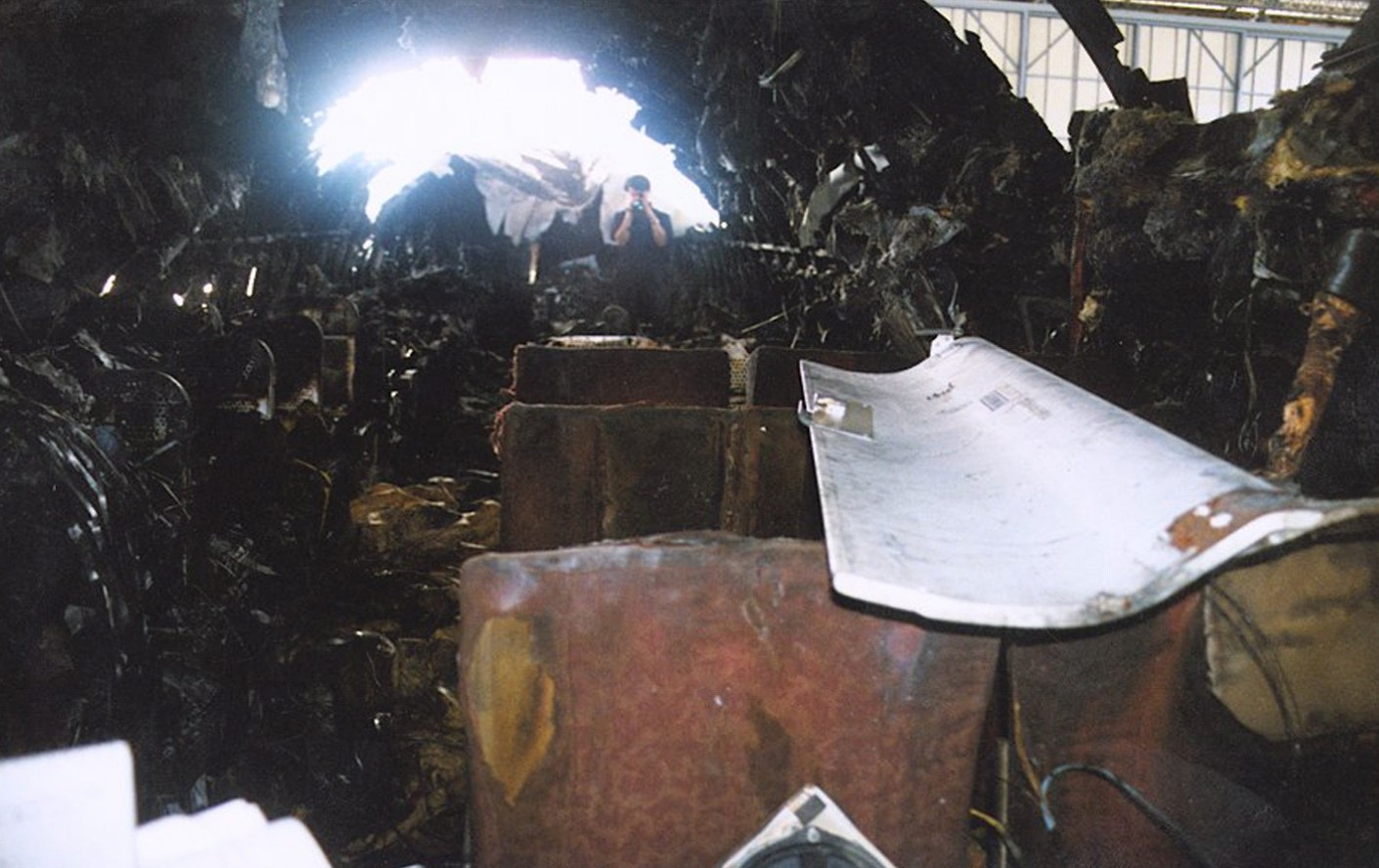
L'interno della fusoliera dopo l'incendio.

A seguito dell'incidente, il Taiwan Transportation Safety Board formò una Commissione per indagare sull'incidente. L'inchiesta appurò che l'ex decatleta taiwanese Ku Chin-shui, che non si era imbarcato sul volo, aveva consegnato a suo nipote bottiglie di liquido infiammabile da portare sul velivolo, poi messe nel bagaglio a mano.
Un rapporto del Safety Board afferma che le bottiglie furono sigillate in modo errato e che da esse fuoriuscirono gas infiammabili. All'atterraggio duro dell'aereo, questi si incendiarono quando vennero a contatto con una batteria per motociclette nel vicino bagagliaio, a seguito della generazione di un arco elettrico. Ku venne inizialmente condannato a una pena detentiva di 10 anni, poi ridotta a 7 anni e mezzo in appello. Il quinto processo lo sentenziò non colpevole, dopo che il giudice dichiarò che, sebbene Ku avesse chiesto a suo nipote di portare della candeggina nel suo bagaglio, non vi erano prove sufficienti che fosse stata quella l'origine dell'incendio, poiché le simulazioni del team investigativo erano state effettuate in ambienti molto diversi da quelli dell'incidente.

## Cultura di massa
L'incidente è rappresentato nel terzo episodio della ventesima stagione di Indagini ad alta quota. L'episodio si intitola "Atterraggio esplosivo".